# Ewa Fröling

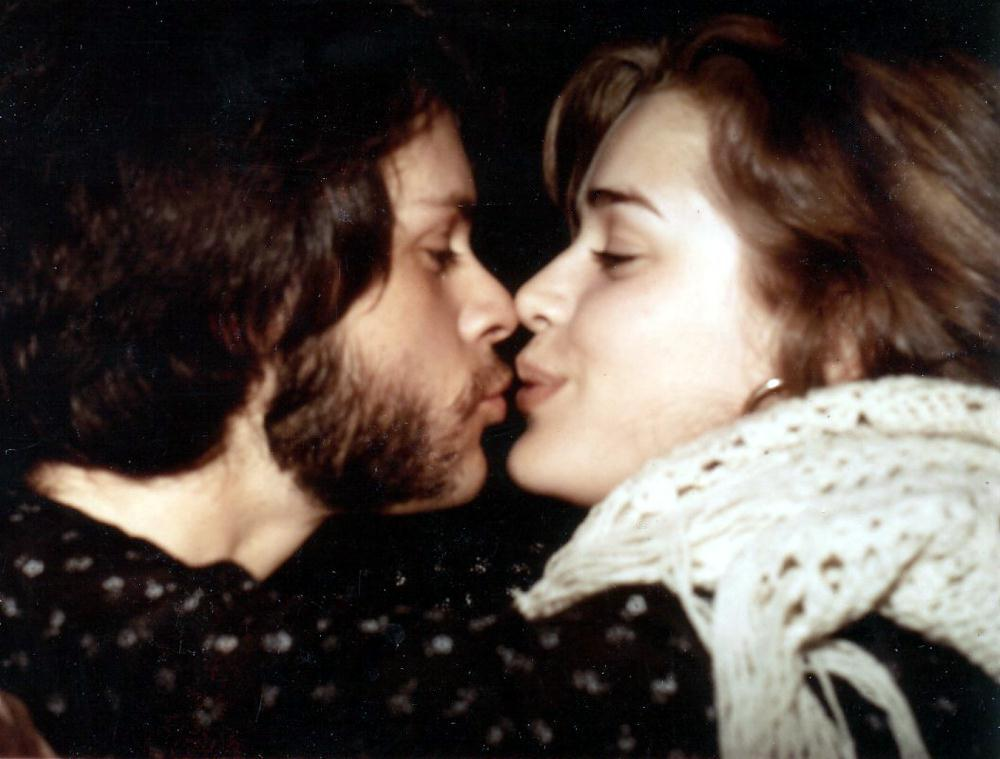
Fröling e Lars Jacob nel 1971

Ewa Fröling, nata Eva Marie Fröling (Stoccolma, 9 agosto 1952), è un'attrice e regista svedese.

## Filmografia
- Fanny e Alexander (Fanny och Alexander), regia di Ingmar Bergman (1982)
- Sebastian, regia di Svend Wam (1995)
- Uomini che odiano le donne (Män som hatar kvinnor), regia di Niels Arden Oplev (2009)

## Riconoscimenti
- 1987 - Guldbagge
  - Candidata a miglior attrice per Demoner